# Groupe de NGC 827
Le groupe de NGC 827 comprend trois galaxies situées dans les constellations de la Baleine et des Poissons. La distance moyenne entre ce groupe et la Voie lactée est d'environ 47,2 Mpc (∼154 millions d'al). 

## Membres
Le tableau ci-dessous liste les 3 galaxies du groupe indiquées dans l'article de A.M. Garcia paru en 1993. 
| Nom      | Const.   | Class. | Type    | α (J2000.0)   | δ (J2000.0) | Vitesse radiale (km/s) | m     | Distance (Mpc) | Diamètre (kal) |
| -------- | -------- | ------ | ------- | ------------- | ----------- | ---------------------- | ----- | -------------- | -------------- |
| NGC 827  | Baleine  | S?     | Spirale | 02h 08m 56.2s | 07° 58′ 17″ | 3458 ± 5               | 12,8  | 47,2 ± 3,3     | 128            |
| UGC 1572 | Poissons | S?     | Spirale | 02h 04m 43.8s | 08° 32′ 35″ | 3509 ± 1               | 13,18 | 47,8 ± 3,4     | 78             |
| UGC 1663 | Baleine  | Scd?   | Spirale | 02h 10m 08.9s | 07° 38′ 45″ | 3435 ± 3               | 13,19 | 46,7 ± 3,3     | 113            |

Le site DeepskyLog permet de trouver aisément les constellations des galaxies mentionnées dans ce tableau ou si elles ne s'y trouvent pas, l'outil du site constellation permet de le faire à l'aide des coordonnées de la galaxie. Sauf indication contraire, les données proviennent du site NASA/IPAC.